# حطاطة بثرية
حطاطة بثرية (بالإنجليزية: Papulopustular)‏ هي حالة مرضية تجمع بين الحطاطة والبثر.
أمثلة على الحطاطة البثرية تشمل:
- العد الوردي
- حب الشباب